# Objektive Zurechnung
Die objektive Zurechnung ist im deutschen Strafrecht ein Kriterium zur Ermittlung der Tatbestandsmäßigkeit einer Handlung. Die Zurechnung eines tatbestandlichen Erfolges dient der Eingrenzung der strafrechtlich relevanten Kausalität.
Während die Kausalität die Frage betrifft, ob ein bestimmtes Verhalten des Täters den tatbestandsmäßigen Erfolg nach naturwissenschaftlichen Kriterien im Sinne der conditio-sine-qua-non-Formel „verursacht“ hat, betrifft die objektive Zurechnung die Frage, ob man dem Täter einen bestimmten, von ihm kausal verursachten Erfolg auch normativ (d. h. im Wege einer rechtlichen Bewertung) als „sein Werk“ zurechnen und ihn deshalb bestrafen kann. Dazu wird überprüft, ob die Tat voraussehbar und vermeidbar war. 

## Lehre von der objektiven Zurechnung
Nach der Äquivalenztheorie ist eine Vielzahl von Handlungen für einen Erfolg kausal. Die Lehre von der objektiven Zurechnung dient als Korrektiv, um die Tatbestandsmäßigkeit und damit die Strafbarkeit auf die strafwürdigen Tathandlungen zu beschränken. Dies gilt besonders bei fahrlässig verursachten Erfolgen, da das Gesetz grundsätzlich nur vorsätzliches Handeln bestraft (§ 15 StGB).
Ein Erfolg ist nur dann objektiv zurechenbar, wenn der Täter durch sein Verhalten eine rechtlich missbilligte Gefahr geschaffen hat, die sich im eingetretenen Erfolg realisiert hat (sogenannte Adäquanztheorie). In diesem Fall hat sich die spezifisch gesetzte Gefahr im Erfolg verwirklicht. Die Voraussehbarkeit und Vermeidbarkeit dieses eingetretenen strafrelevanten Tatbestandserfolges wird anhand einer objektiv-nachträglichen Prognose beurteilt, die die soziale Rolle und das Sonderwissen des Täters berücksichtigt. 
Nach der von Claus Roxin begründeten Risikoerhöhungslehre erfolgt die Zurechnung schon bei einer Erhöhung des Risikos des Erfolgseintritts durch das Täterverhalten. Die Rechtsprechung des Bundesgerichtshofs folgt dieser Theorie nicht, da sie den Zweifelssatz zu sehr einschränke und Verletzungsdelikte contra legem als Gefährdungsdelikte verstünde.

### Fehlen des Zurechnungszusammenhangs
Kein Zurechnungszusammenhang besteht in folgenden Fallkonstellationen:

#### Das Risiko kann nicht ausschließlich dem Täter zugeordnet werden
- Prinzip der Eigenverantwortlichkeit: An einer relevanten Gefahrschaffung durch den Täter fehlt es, wenn die Tatherrschaft beim Opfer selbst liegt. Bei einer eigenverantwortlichen Selbstgefährdung oder einer einverständlichen Fremdgefährdung hatte das Opfer selbst die Möglichkeit, steuernd in den Tatablauf einzugreifen, weshalb es für den Taterfolg selbst verantwortlich ist.
 Voraussetzung für eine eigenverantwortliche Selbstgefährdung ist jedoch, dass nicht der Täter die Situation kraft überlegenen Wissens besser einschätzen konnte als das Opfer[6][7] oder das Opfer mangels Einsichtsfähigkeit (Kinder, Willenschwäche) besonders schutzwürdig ist. Eigenverantwortlichkeit wird teilweise auch erst bei Schuldunfähigkeit des Opfers verneint.
 Bei der einverständlichen Fremdgefährdung wird die Gefährdung des Opfers zwar von dem Täter verursacht, aber mit Einverständnis des Opfers. Beispiel hierfür ist der Memel-Fall des Reichsgerichts,[8] in dem ein Passagier einen Fährmann trotz dessen Weigerung überredete, ihn über die Hochwasser führende Memel überzusetzen und dabei ertrank. Jüngere Beispiele bilden die Teilnahme am sogenannten Autosurfen[9] oder die Abgabe von Rauschgift, nach dessen Konsum das Opfer stirbt.[10] Die Rechtswissenschaft kommt hier zum Teil zu anderen Ergebnissen, indem sie den Entschluss des Opfers zur Preisgabe seiner Rechtsgüter als rechtfertigende Einwilligung behandelt. Danach entfällt die objektive Zurechnung und damit die Tatbestandsmäßigkeit nicht. Bei einem tödlichen Tatausgang entfällt jedoch auch nicht die Rechtswidrigkeit, da das Leben ein unabdingbares Rechtsgut ist und in eine Tötung nicht wirksam eingewilligt werden kann[11] beziehungsweise die Einwilligung im konkreten Fall sittenwidrig ist.[12]

- Dazwischentreten eines Dritten: Knüpft ein Dritter an eine Erstursache an und beseitigt deren Wirkung unter Eröffnung einer neuen Kausalreihe, die den Erfolg allein herbeiführt, so ist der Taterfolg dem Ersttäter nicht zuzurechnen. Sofern der Dritte aber nur an das Handeln des Ersttäters anknüpft, dieses also die Bedingung seines eigenen Eingreifens ist, bleibt auch der Ersttäter für den Taterfolg verantwortlich.[13] Teile der Lehre bestreiten dies unter Verweis auf das zurechnungshindernde Regressverbot; eine Zurechnung sei nur möglich, wenn die Voraussetzungen der mittelbaren Täterschaft (§ 25 Abs. 1 Var. 2 StGB) oder Mittäterschaft (§ 25 Abs. 2 StGB) vorliegen.[14]
 Eine Zurechnung zum Ersttäter erfolgt grundsätzlich auch in den Herausforderungsfällen, wenn nämlich ein rettender Dritter die Folgen der Tat des Erstverursachers beseitigen oder abmildern möchte, dabei aber selbst zu Schaden kommt. Betritt der Dritte etwa ein von dem Täter in Brand gesetztes Haus, um dort eingeschlossene Personen oder Sachwerte zu bergen und dabei einer Rauchgasvergiftung erliegt.[15] Anders dagegen liegt der Fall, wenn es sich um Berufsretter wie Rettungskräfte der Feuerwehr handelt, die zum Einschreiten rechtlich verpflichtet sind und im Rahmen der Ausübung ihrer Tätigkeit sich freiwillig einem (hohen) Berufsrisiko aussetzen.[16]

#### Der Täter schafft keine rechtlich missbilligte Gefahr
Um ein erlaubtes Risiko beziehungsweise ein sozialadäquates Verhalten handelt es sich, wenn zwar eine Gefahr geschaffen wird, diese aber von der Rechtsordnung gebilligt wird. Hierunter fallen typischerweise gefährliche Verhaltensweisen wie die Teilnahme am allgemeinen Straßenverkehr, wenn trotz Einhaltung aller Verkehrsvorschriften ein tödlicher Unfall verursacht wird. In einem derartigen Fall realisiert sich ein allgemeines Lebensrisiko.

#### Der Täter hat keine Gefahr geschaffen oder erhöht
An der rechtlich missbilligten Gefahr fehlt es auch, wenn eine bereits in Gang gesetzte Ursachenreihe gebremst und ein drohender Erfolg abgeschwächt oder zeitlich hinausgezögert wird, ohne dass der Täter zur Erreichung dieses Zieles eine neue andersartige Gefahr schafft (Risikoverringerung). Das Handeln des Täters dient in diesem Fall dem allgemeinen Interesse an der Erhaltung strafrechtlich geschützter Rechtsgüter.

#### Die vom Täter geschaffene Gefahr hat sich nicht im eingetretenen Erfolg realisiert
- Fallgruppe des atypischen Kausalverlaufs: Auch wenn der Täter eine rechtlich missbilligte Gefahr geschaffen hat, ist ihm der Erfolg nicht zuzurechnen, wenn dessen Eintritt völlig außerhalb dessen liegt, was nach dem gewöhnlichen Verlauf der Dinge und der allgemeinen Lebenserfahrung zu erwarten ist. Beispiel: A verletzt den B, weswegen sich B nicht vom Tatort fortbewegen kann und dort vom Blitz erschlagen wird. Der Tod des B kann nicht als „Werk des Täters“ betrachtet werden, vielmehr ist er „Werk des Zufalls“.
- Fallgruppe des Fehlens des Schutzzweckzusammenhangs: Der Schutzzweckzusammenhang fehlt, wenn sich im konkreten Erfolg nicht diejenige rechtlich missbilligte Gefahr verwirklicht, deren Schaffung nach dem Schutzzweck der Norm vermieden werden soll.[17] Beispiel: T überfährt trotz verkehrsgerechten Verhaltens ein plötzlich auf die Straße laufendes Kind. T ist nur deshalb zu diesem Zeitpunkt an diesem Ort, weil er mehrere Kilometer zuvor eine rote Ampel ignoriert hatte. Die Normen der StVO, die das Überfahren einer roten Ampel verbieten (§§ 37, 49 StVO), wollen jedoch nicht verhindern, dass T zu einem bestimmten Zeitpunkt an einem bestimmten Ort ist, sondern schützen den Querverkehr an der fraglichen Kreuzung.[18] Zwischen dem Rotlichtverstoß und dem Überfahren des Kindes besteht daher kein Schutzzweckzusammenhang, so dass dem T die Tötung des Kindes nicht zugerechnet werden kann, etwa nach § 222 StGB.
- Fallgruppe des rechtmäßigen Alternativverhaltens (fehlender Pflichtwidrigkeitszusammenhang, Vermeidbarkeitstheorie): Ebenso ist der Erfolg nicht zurechenbar, wenn er in seiner konkreten Gestalt auch bei rechtmäßigem Verhalten des Täters nicht vermeidbar gewesen wäre. Bei Fahrlässigkeitsdelikten spricht man in diesem Zusammenhang vom Fehlen des Pflichtwidrigkeitszusammenhanges. Ein solcher Fall liegt beispielsweise vor, wenn ein Autofahrer einen betrunkenen Radfahrer mit zu geringem Seitenabstand überholt, dieser aufgrund seiner absoluten Fahruntüchtigkeit erschrickt und mit tödlichem Ausgang unter das überholende Fahrzeug gerät. Hätte der Autofahrer den gebotenen Sicherheitsabstand andererseits eingehalten, wäre der betrunkene Radfahrer genauso verunglückt.[19] In diesen Fällen verlangen die Vertreter der Risikoerhöhungslehre für die Straflosigkeit den Beweis, dass der Erfolg bei pflichtgemäßem Verhalten mit Sicherheit eingetreten wäre. Eine bloße Möglichkeit reiche für die Anwendung des Grundsatzes in dubio pro reo nicht aus.[20]

## Anwendung durch den Bundesgerichtshof
Der Bundesgerichtshof wendet die Lehre von der objektiven Zurechnung nur bei Fahrlässigkeitsdelikten an. Teile der Lehre folgen dem mit der Begründung, Fahrlässigkeit stelle ein Surrogat für Vorsatz dar; beim Vorsatzdelikt richte sich die Zurechnung eines Erfolgs allein danach, ob der Täter den Erfolg und die Art und Weise des Erfolgseintritts gewollt habe. Dementsprechend prüft der Bundesgerichtshof bei Vorsatzdelikten im subjektiven Tatbestand, ob sich die Vorstellung des Täters von der Tat mit dem tatsächlichen Tatverlauf deckt. Denn der Vorsatz des Täters muss auch den ursächlichen Zusammenhang zwischen Tathandlung und Taterfolg umfassen. Danach ist der Erfolg dem Täter dann zuzurechnen, wenn sich seine Vorstellung von der Tat mit dem Tatverlauf deckt oder die Abweichung zwischen der Vorstellung des Täters und dem tatsächlichen Tatverlauf sich in Grenzen der allgemeinen Lebenserfahrung bewegt und keine andere Bewertung der Tat rechtfertigt. Beispiel: Jemand wirft einen Säugling von der Brücke, damit er im Fluss ertrinkt, das Kind stirbt jedoch dadurch, dass es am Brückenpfeiler aufschlägt. Nach allgemeiner Lebenserfahrung kann ein Säugling, den man von der Brücke wirft, an einem Brückenpfeiler aufschlagen und dadurch sterben. Der Erfolg ist dem Täter somit subjektiv zuzurechnen.
Beim Fehlgehen der Tat (aberratio ictus) und bei einem Irrtum über das Handlungsobjekt (error in persona vel objecto) liegen wesentliche Abweichungen im Kausalverlauf vor. Die Zurechnung des Taterfolgs und die Bestrafung wegen einer vorsätzlichen oder einer fahrlässigen Tat beurteilen sich nach den besonderen Regeln der Irrtumslehre.